# Abu Sayyaf
Abu Sayyaf, también conocido bajo el nombre de Al-Harakat Al-Islamiyya, es un movimiento separatista y yihadista cuyo escenario de operaciones se encuentra en el sur de Filipinas, principalmente en las islas de Joló y Basilán. El nombre del grupo, traducido del árabe, viene a significar "Padre del Fabricante de Espadas".  oficialmente conocido por el ISIS como el Estado Islámico-Provincia del Este de Asia, es un grupo yihadista que sigue la doctrina wahabí del Islam sunita. Tiene su fuerte presencia en las Islas Jolo, Basilan y sus alrededores, en la parte suroeste de Filipinas, donde durante más de cuatro décadas, los grupos Moro han estado involucrados en una insurgencia que busca hacer que la provincia de Moro sea independiente. El grupo se considera violento y fue responsable del peor ataque terrorista de Filipinas, el bombardeo de Superferry 14 en 2004, que mató a 116 personas. A partir de 2021, se estima que el grupo tendrá entre 60 y 70 miembros, distando mucho de los 1250 miembros que tenía a principios del 2000. En su mayoría utilizan artefactos explosivos improvisados, morteros y rifles automáticos.
Desde su creación en 1991, Abu Sayyaf se ha caracterizado por llevar a cabo atentados con bomba, secuestros, asesinatos y extorsiones como medio para establecer un Estado independiente regido por la Sharia (o Ley Islámica) en el sur de Filipinas. Se estima que actualmente cuentan con unos 700 combatientes, además de contar con numerosas escisiones a lo largo de los años. El grupo ha realizado múltiples atentados, secuestros, asesinatos y extorsiones. Han estado involucrados en actividades delictivas, incluyendo violación, agresión sexual infantil, matrimonio forzado, tiroteos y tráfico de drogas. Los objetivos del grupo "parecen haber ido alternando a lo largo del tiempo entre objetivos delictivos y una intención más ideológica".
El grupo ha sido designado como grupo terrorista por Australia, Canadá, Indonesia, Japón, Malaysia, Filipinas, Emiratos Árabes Unidos, Reino Unido, y los Estados Unidos y Vietnam. Desde el 15 de enero de 2002 hasta el 24 de febrero de 2015, luchar contra Abu Sayyaf se convirtió en una misión de la Operación Libertad Duradera del ejército estadounidense y en parte de la guerra global contra el terrorismo. Varios cientos de soldados estadounidenses estaban estacionados en la zona para entrenar principalmente a las fuerzas locales en operaciones antiterroristas y de contraguerrilla, pero, siguiendo un acuerdo sobre el estatuto de las fuerzas y según la ley filipina, no se les permitió participar en combates directos.
El grupo fue fundado por Abdurajak Abubakar Janjalani, y dirigido después de su muerte en 1998 por su hermano menor Khadaffy Janjalani hasta su muerte en 2006. El 23 de julio de 2014, Isnilon Hapilon, uno de los líderes del grupo, hizo un juramento de lealtad a Abu Bakr al-Baghdadi, líder del Estado Islámico de Irak y el Levante (EIIL). En septiembre de 2014, el grupo comenzó a secuestrar personas para pedir un rescate, en nombre del ISIS.

## Trasfondo e historia
A principios de la década de 1970, el Frente Moro de Liberación Nacional (MNLF) era el principal grupo rebelde musulmán que luchaba en Basilan y Mindanao. Abdurajik Abubakar Janjalani, el hermano mayor de Khadaffy Janjalani, había sido un maestro de Basilan, quien estudió teología islámica y árabe en Libia, Siria y Arabia Saudita durante la década de los 80´s. Abdurajik fue a Afganistán para luchar contra la Unión Soviética y el gobierno afgano durante la guerra afgano-soviética. Durante ese período, se alega que conoció a Osama Bin Laden y recibió $ 6 millones de dólares para establecer un grupo "más islámico" extraído del MNLF. La Región Autónoma del Mindanao Musulmán (conocido por sus siglas ARMM) se estableció en 1989 en parte como respuesta. Tanto Abdurajik Abubakar como Khadaffy eran nativos de la ciudad de Isabela, una de las ciudades más pobres de Filipinas. Ubicada en la parte noroeste de Basilan, es la capital de la provincia. La ciudad de Isabela está administrada por la región política de la península de Zamboanga al norte de Basilan, mientras que el resto de la provincia insular de Basilan está gobernada desde 1996 como parte del ARMM al este.

### Liderazgo de Abdurajik Abubakar Janjalani (1989-1998)
A principios de los 90, el MNLF se transformó en un gobierno político establecido, en el ARMM. Se estableció en 1989, se institucionalizó completamente en 1996 y se convirtió en el gobierno gobernante en el sur de Mindanao. Cuando Abdurajik regresó a la isla de Basilan en 1990, reunió a miembros radicales del antiguo MNLF que querían reanudar la lucha armada y en 1991 estableció Abu Sayyaf. Janjalani fue financiado por el islamista saudí, Mohammed Jamal Khalifa, que llegó a Filipinas en 1987 o 1988 y fue director de la rama filipina de la fundación de la Organización Internacional de Socorro Islámico. Un desertor de Abu Sayyaf dijo a las autoridades filipinas: "El IIRO estaba detrás de la construcción de mezquitas, edificios escolares y otros proyectos de medios de vida", pero solo "en áreas penetradas, muy influenciadas y controladas por Abu Sayyaf". Según el desertor, "solo del 10 al 30% de la financiación extranjera se destina a proyectos legítimos de socorro y medios de vida y el resto se destina a operaciones terroristas". Khalifa se casó con una mujer local, Alice "Jameelah" Yabo.
En 1995 Abu Sayyaf participó activamente en una campaña armada, siendo el primer ataque el asalto a la ciudad de Ipil en Mindanao en abril de 1995. Este año marcó la fuga de Khadaffy Janjalani, de 20 años, de Camp Crame en Manila junto con otro miembro llamado Jovenal Bruno. El 18 de diciembre de 1998, Abdurajik fue asesinado en un tiroteo con la Policía Nacional de Filipinas en la isla de Basilan. Se cree que tenía unos 39 años. La muerte de Aburajik marcó un punto de inflexión en las operaciones de Abu Sayyaf. El grupo pasó a secuestros, asesinatos y robos, bajo el mando del hermano menor Khadaffy. Basilan, Jolo y Sulu experimentaron algunos de los episodios más feroces entre las tropas gubernamentales y Abu Sayyaf a principios de la década de los 90´s. Se informó que Abu Sayyaf comenzó a expandirse a las vecinas Malasia e Indonesia durante la década de los 90´s. Abu Sayyaf es uno de los grupos separatistas islamistas filipinos más pequeños, pero más fuertes. Algunos miembros de Abu Sayyaf estudiaron o trabajaron en Arabia Saudita y desarrollaron vínculos con los muyahidines, mientras luchaban y durante la guerra afgano-soviéticay declarandose muyahidines y "peleadores de la libertad".
La muerte de Aburajik marcó un punto de inflexión en las operaciones de Abu Sayyaf. El grupo pasó a cometer secuestros, asesinatos y robos, bajo el mando del hermano menor Khadaffy. Estados como Basilan, Jolo y Sulu vivieron algunas de las peleas más feroces entre las tropas gubernamentales y Abu Sayyaf a principios de los 90´s. Se informó que Abu Sayyaf comenzó a expandirse a las vecinas Malasia e Indonesia a principios de los 90´s. Abu Sayyaf es uno de los grupos separatistas islamistas filipinos más pequeños, pero más violentos. Algunos miembros de Abu Sayyaf estudiaron o trabajaron en Arabia Saudita y desarrollaron vínculos con los muyahidines, mientras luchaban y se entrenaban en la guerra contra la Invasión soviética de Afganistán. Los miembros de Abu Sayyaf se autoproclamaron muyahidines y luchadores por la libertad.

### Liderazgo de Khadaffy Janjalani (1998-2007)
Hasta su muerte en un tiroteo el 4 de septiembre de 2006, Khaddafy Janjalani era considerado el líder nominal del grupo por las Fuerzas Armadas de Filipinas. Entonces Khadaffy, de 23 años, asumió el liderazgo de una de las facciones de Abu Sayyaf en una lucha interna. Luego trabajó para consolidar su liderazgo, haciendo que el grupo pareciera inactivo por un tiempo. Una vez que se aseguró su liderazgo, Abu Sayyaf comenzó una nueva estrategia, tomando rehenes. El motivo del secuestro del grupo se volvió más económico que religioso durante este período, según los lugareños. El dinero de los rehenes probablemente proporciona la financiación del grupo.
Abu Sayyaf expandió sus operaciones a Malasia en el 2000, cuando secuestró a extranjeros de dos complejos turísticos. Esta acción fue condenada por la mayoría de los líderes islámicos. Fue responsable del secuestro y asesinato de más de 30 extranjeros y clérigos y trabajadores cristianos, incluidos Martin y Gracia Burnham. Un influyente comandante llamado Abu Sabaya fue asesinado en el mar en junio de 2002 mientras intentaba evadir a las fuerzas locales. Su muerte se considera un punto de inflexión crucial para el grupo, ya que el número de agentes que trabajan para Abu Sayyaf disminuyó drásticamente de 1100 ataque en 2001 a 450 a finales de 2002, y desde entonces ha estado estancado durante los siguientes diez años.
Galib Andang, uno de los líderes del grupo, fue capturado en Sulu en diciembre de 2003. Una explosión en una base militar en Jolo, el 18 de febrero de 2006, fue atribuida al grupo por Brig. General Alexander Aleo. Khadaffy fue acusado en el Tribunal de Distrito de los Estados Unidos para el Distrito de Columbia por su presunta participación en ataques terroristas, incluida la toma de rehenes y el asesinato, contra ciudadanos estadounidenses y otros ciudadanos extranjeros. En consecuencia, el 24 de febrero de 2006, Khadaffy estaba entre los seis fugitivos del segundo y más reciente grupo de fugitivos acusados que se agregaron a la lista de los Terroristas más buscados del FBI junto con dos compañeros, Isnilon Totoni Hapilon y Jainal Antel Sali Jr.
El 13 de diciembre de 2006, se informó que los miembros de Abu Sayyaf podrían haber estado planeando ataques durante la cumbre de la Asociación de Naciones del Sudeste Asiático (ASEAN) en Filipinas. Se informó que el grupo se había entrenado junto con militantes de Jemaah Islamiya. Se informó que el complot involucró la detonación de un coche bomba en la ciudad de Cebú, donde se llevaría a cabo la cumbre. El 27 de diciembre, el ejército filipino informó que los restos de Khaddafi habían sido recuperados cerca de Patikul, en Jolo, y que se habían ordenado pruebas de ADN para confirmar el descubrimiento. Al parecer, le dispararon en el cuello en un encuentro con tropas gubernamentales en septiembre en Luba Hills, ciudad de Patikul en Sulu..

### Del 2010 al Presente
El 23 de julio de 2014, Isnilon Totoni Hapilon, actual líder de Abu Sayyaf, hizo un juramento de lealtad a Abu Bakr al-Baghdadi, líder del Estado Islámico (Daesh). En septiembre del mismo año comenzaron a pedir rescates por sus rehenes en nombre del ISIS. En un video publicado en el verano de 2014, el líder de Abu Sayyaf, Isnilon Hapilon, y otros hombres enmascarados juraron lealtad o "bay'ah" a Abu Bakr al-Baghdadi, el califa del "Estado Islámico" (EIIL). "Nos comprometemos a obedecerle en todo lo que nuestro corazón desee o no y a valorarlo más que a nadie. No aceptaremos a ningún emir (líder) que no sea él a menos que veamos en él algún acto obvio de incredulidad que pueda ser cuestionado por Alá en el más allá ". Durante muchos años antes de esto, el competidor del Estado Islámico, al-Qaeda, contaba con el apoyo de Abu Sayyaf "a través de varias conexiones".  Los observadores se mostraron escépticos acerca de si la promesa llevaría a que Abu Sayyaf se convirtiera en un puesto de avanzada de ISIS en el sudeste asiático, o si era simplemente una forma para que el grupo se aprovechara de la publicidad internacional del grupo más nuevo. En la madrugada del 16 de octubre de 2017, Isnilon Hapilon fue abatido por el ejército filipino en la Batalla de Marawi en 2017.
El 22 de abril de 2020, durante un enfrentamiento en la isla de Sulu con el ejército filipino, mueren 6 yihadistas en combate, esto en el marco de una serie de operaciones que mantiene el ejército de Filipinas en Sulu. En agosto de 2020, el presidente del MNLF, Nur Misuari, entregó al subcomandante de Abu Sayyaf, Anduljihad "Idang" Susukan, a la Policía Nacional de Filipinas cuatro meses después de que Susukan se rindiera a Misuari en la ciudad de Dávao

## Financiación del grupo
Los primeros reclutas de Abdurajik Abubakar Janjalani fueron soldados del MNLF y del Frente Moro de Liberación Islámica (MILF). Sin embargo, tanto el MNLF como el MILF niegan tener vínculos con Abu Sayyaf. Ambos se distancian oficialmente por sus ataques a civiles y su supuesto lucro. Sin embargo, el ejército filipino ha afirmado que elementos de ambos grupos brindan apoyo a Abu Sayyaf. Originalmente no se pensó que el grupo recibiera financiamiento de fuentes externas, pero los informes de inteligencia de los Estados Unidos, Indonesia y Australia encontraron vínculos intermitentes con el grupo terrorista indonesio Jemaah Islamiya, y el gobierno filipino considera que Abu Sayyaf era parte de Jemaah Islamiya. El gobierno señaló que el financiamiento inicial para Abu Sayyaf provino de Al-Qaeda a través del cuñado de Osama bin Laden, Mohammed Jamal Khalifa.
El terrorista afiliado a Al-Qaeda Ramzi Yousef operó en Filipinas a mediados de la década de 1990 y entrenó a soldados de Abu Sayyaf. La edición de 2002 de Patterns of Global Terrorism del Departamento de Estados Unidos menciona vínculos con Al-Qaeda. Los lazos continuos con los grupos islamistas en el Medio Oriente indican que al-Qaeda puede seguir apoyándolos. A mediados de 2005, el personal de Jemaah Islamiyah habría entrenado a unos 60 cuadros de Abu Sayyaf en el montaje y detonación de bombas.

### Secuestros
El grupo obtiene la mayor parte de su financiación a través del secuestro rescate y la extorsión. Un informe estimó que sus ingresos por pagos de rescate en 2000 oscilaron entre $10 y $25 millones. Según el Departamento de Estado, puede recibir fondos de benefactores islámicos radicales en el Medio Oriente y el sur de Asia. Se informó que Libia facilitó pagos de rescate a Abu Sayyaf. También se sugirió que el dinero libio posiblemente podría canalizarse a Abu Sayyaf. Las agencias de inteligencia rusas conectadas con los aviones de Victor Bout supuestamente proporcionaron armas a Abu Sayyaf. En 2014 y desde entonces, el secuestro por rescate ha sido el principal medio de financiación.
El siguiente cuadro recopila eventos en los que Abu Sayyaf recibió rescates o pagos que se denominan eufemísticamente "alimentación y alojamiento".
| Rehenes liberados                                                              | Rescate exigido ($US)                                                                               | Cantidad pagada ($US)      |
| ------------------------------------------------------------------------------ | --------------------------------------------------------------------------------------------------- | -------------------------- |
| Warren Rodwell (2013)                                                          | 2 millones de dólares                                                                               | $100,000                   |
| Dr. Stefan Viktor Okonek y Henrike Dielen ()                                   | $5,6 millones                                                                                       | La misma cantidad acordada |
| Robert Hall y John Ridsdel (ambos decapitados) y Kjartan Sekkingstad (noruego) | $16 millones de dólares                                                                             | $638,000                   |
| Rolando del Torchio (2016)                                                     | $650,000 de dólares                                                                                 | La misma demandada         |
| Secuestro de diez marineros indonesios                                         | 1 millón de dólares para diez tripulantes indonesios del remolcador Brahma 12 y la barcaza Anand 12 | La misma demanda           |
| Secuestro de cuatro marineros malayos                                          | $3 millones por Wong Teck Kang, Teck Chii, Lau Jung Hien y Wong Hung Sing                           | La misma demandada         |

## Motivaciones, creencias y objetivos
Las guerrillas islamistas filipinas como Abu Sayyaf han sido descritas como "arraigadas en redes muy unidas, construidas a través del matrimonio de familias importantes a través de antecedentes socioeconómicos y estructuras familiares", según Michael Buehler. Esta estructura familiar unida proporciona resiliencia, pero también limita su crecimiento. El Comandante del Comando de Mindanao Occidental, Teniente General Rústico Guerrero, describe a Abu Sayyaf como "un grupo local con una agenda local". Dos víctimas de secuestro, (Martin y Gracia Burnham) que fueron mantenidas en cautiverio por ASG durante más de un año, "conversaron gentilmente a sus captores en una discusión teológica" y descubrió que los combatientes de Abu Sayyaf no estaban familiarizados con el Corán. Solo tenían una noción "incompleta" del Islam, que veían como "un conjunto de reglas de comportamiento, que debían violarse cuando les convenía", según el autor Mark Bowden. Como "guerreros santos, tenían justificación para secuestrar, matar, robar yener relaciones sexuales con mujeres cautivas estaba justificado porque las reclamaban como "esposas".
A diferencia del MILF y el MNLF, el grupo no está reconocido por la Organización de Cooperación Islámica y, según el autor Robert East, era visto como "nada más que una operación criminal" al menos antes de 2001. Un informe del Centro de Estudios Estratégicos e Internacionales de Jack Fellman señala la motivación política más que religiosa de ASG. Cita la declaración de Khadaffy de que su hermano tenía razón al separarse del MNLF porque "hasta ahora, no salió nada" de los intentos de ganar más autonomía para los moros. Fellman cree que esto sugiere que ASG "es simplemente la última, aunque más violenta, iteración de la insatisfacción política de Moro que ha existido durante las últimas décadas".
Algunos miembros de Abu Sayyaf también son usuarios de "shabu", como lo describen los rehenes sobrevivientes que vieron a los miembros de Abu Sayyaf consumiendo shabu, y los hallazgos militares que encontraron paquetes de drogas en muchos de campamentos desmantelados de Abu Sayyaf. Su portavoz conocido como Abu Rami (d. (2017), parecía no tener conocimiento de las actividades de otros miembros, ya que aparentemente el grupo se había separado en muchos grupos pequeños con sus propios líderes.

### Objetivos
La mayoría de las víctimas de Abu Sayyaf han sido filipinas; sin embargo, en los últimos años (especialmente a partir de 2011), ciudadanos australianos, británicos, canadienses, chinos, holandeses, franceses, alemanes, indonesios, japoneses, coreanos, malasios, noruegos, suizos y vietnamitas han sido secuestrados o atacados. Anteriormente, los estadounidenses eran un objetivo particular. Un portavoz anónimo de ASG supuestamente declaró: "Nos hemos esforzado mucho por conseguir un estadounidense porque pueden pensar que les tenemos miedo". Añadió: "Queremos luchar contra el pueblo estadounidense".
En 1993, Abu Sayyaf secuestró a un traductor de la Biblia estadounidense. En 2000, Abu Sayyaf capturó a un musulmán estadounidense y exigió que Estados Unidos liberara a Sheikh Omar Abdel Rahman y Ramzi Yousef, quienes fueron encarcelados por su participación en el Atentado del World Trade Center de 1993 en Nueva York.
Entre marzo de 2016 y julio de 2017, la mayoría de las operaciones de secuestro por rescate de Abu Sayyaf se trasladaron a alta mar. Se abordaron diecisiete barcos y se tomaron unos sesenta y cinco rehenes de seis países. En total, se liberaron treinta rehenes (generalmente después de pagar un rescate), siete escaparon, tres fueron rescatados por las fuerzas de seguridad filipinas y cuatro fueron ejecutados. Otros dos murieron durante los ataques, mientras que ocho marineros escaparon durante los secuestros de barcos. Cuarenta marineros adicionales no fueron tomados como rehenes.

## Crímenes y terrorismo
Abu Sayyaf ha llevado a cabo numerosos bombardeos, secuestros, asesinatos y actividades de extorsión. Estos incluyen los secuestros de Sipadan en 2000, los secuestros de Dos Palmas de 2001 y el atentado del SuperFerry 14 de 2004.

### Secuestros
Aunque el grupo se ha involucrado en el secuestro de rehenes para canjearlos por un rescate durante muchos años, este medio de financiación creció de manera espectacular a partir de 2014, proporcionando fondos para el rápido crecimiento del grupo.

##### Secuestro de periodistas en Filipinas
El programa Newsbreak de ABS-CBN informó que Abu Sayyaf secuestró al menos a 20 periodistas entre 2000 y 2008 (en su mayoría periodistas extranjeros). Todos ellos finalmente fueron liberados tras el pago de rescate.
- Susan Enríquez fue secuestrada por Abu Sayyaf mientras trabajaba en Basilan el 20 de abril del 2000, durando algunos días en cautiverio.[96][97]
- 10 periodistas extranjeros en mayo del 2000 fueron secuestrados, (7 alemanes, 1 francés, 1 australiano y 1 danés, en Jolo, durante 10 horas) y meses después el alemán Andreas Lorenz de la revista Der Spiegel, además de la periodista Maryse Burgot secuestrados por más de 25 días
- En julio del 2000, El reportero de televisión ABS-CBN Maan Macapagal y el camarógrafo Val Cuenca fueron secuestrados por cuatro días.[95][98][99]
- En enero del 2002 Arlyn de la Cruz, colaboradora del Philippine Daily Inquirer y reportera de televisión de Net 25.[100][95]
- No fue hasta septiembre del 2002, cuando el reportero de televisión GMA-7 Carlo Lorenzo y el camarógrafo Gilbert Ordiales.[95]
- El periodista filipino Ces Drilon y los camarógrafos de noticias Jimmy Encarnacion y Angelo Valderrama fueron liberados ilesos después del pago del rescate.[95][101]
- El periodista de televisión jordano Baker Atyani y sus dos equipos filipinos fueron secuestrados en junio de 2012 por los militantes de Abu Sayyaf que habían tratado de entrevistar en las selvas de la Provincia de Sulú. Los dos tripulantes fueron liberados en febrero de 2013. El canal de noticias Al Arabiya declaró que su corresponsal, Atyani, fue entregado a la oficina del gobernador local el 4 de diciembre de 2013.[102] Sin embargo, la policía y los militares no pudieron determinar si Atyani había escapado de sus captores. o fue liberado.[103]

#### Jeffrey Schilling
El 31 de agosto del 2000 un ciudadano estadounidense y musulmán converso Jeffrey Schilling oriundo de Oakland, California, fue capturado en Jolo mientras visitaba un campamento terrorista con su nueva esposa, Ivy Osani (prima de Abu Sabaya, uno de los líderes rebeldes) , a quien había conocido en línea. ASG exigió un rescate de 10 millones de dólares. Los rebeldes también amenazaron sarcásticamente con decapitarlo en 2001 como un "regalo de cumpleaños" para la entonces presidenta filipina Gloria Macapagal Arroyo, quien respondió declarándoles "la guerra total". La amenaza de decapitación se retiró después de que la madre de Schilling, Carol, voló a Filipinas y pidió clemencia en la radio local. El 12 de abril de 2001, los soldados filipinos asaltaron un campamento rebelde y rescataron al estadounidense. Estados Unidos elogió al gobierno filipino por liberar a Schilling.
Muchos periodistas criticaron a Schilling, quien afirma haber entrado voluntariamente en el campamento después de que lo invitara el primo de su esposa, miembro de Abu Sayyaf. Schilling fue uno de los más de 40 rehenes tomados por Abu Sayyaf en 2000, incluidos 21 turistas y trabajadores capturados en una redada en Sipadan centro de buceo en la vecina Malasia. Muchos de los rehenes fueron liberados después de que Libia pagara millones de dólares. Un funcionario libio declaró que Schilling había visitado el campamento de Jolo a menudo antes de su captura. Fuentes de inteligencia filipinas dicen que estaba interesado en vender equipo militar a los rebeldes, mientras que los bandidos lo acusaron de ser un agente de la CIA. En un momento, según los informes, Schilling inició una huelga de hambre para ganar su libertad.

#### Martin and Gracia Burnham
El 27 de mayo del 2001 una redada de Abu Sayyaf terminó en el secuestró de unas 20 personas de Dos Palmas, un costoso centro turístico en Bahía Honda, llevándolas al norte de Puerto Princesa en la isla de Palawan, que había sido "considerada completamente segura" . Los rehenes más "valiosos" fueron tres norteamericanos, Martín y Gracia Burnham, una pareja de misioneros, y Guillermo Sobero, un turista peruano-estadounidense que luego fue decapitado, luego de pedir un millón de dólares por su liberación. Los rehenes y los secuestradores luego regresaron a los territorios de Abu Sayyaf en Mindanao.. Según Bowden, el líder de la incursión fue Abu Sabaya. Según Gracia Burnham, le dijo a su esposo que "identificara a sus secuestradores" ante las autoridades "como 'el Grupo Osama bin Laden', pero Burnham no estaba familiarizado con ese nombre y se quedó como "Abu Sayyaf. Después de regresar a Mindanao, Abu Sayyaf realizó numerosas redadas, incluida una que culminó en el Asedio de Lamitan y "una en una plantación de cocos llamada Golden Harvest; tomaron cautivas a unas 15 personas allí y luego usaron cuchillos bolo para cortar las cabezas de dos hombres. El número de rehenes aumentó y disminuyó a medida que algunos fueron rescatados y liberados, se tomaron otros nuevos y otros fueron asesinados".
El 7 de junio de 2002, aproximadamente un año después del ataque, las tropas del ejército filipino llevaron a cabo una operación de rescate en la que murieron Martin Burnham y la enfermera filipina Ediborah Yap. El rehén restante resultó herido y los secuestradores escaparon. En julio de 2004, Gracia Burnham testificó en un juicio de ocho miembros de Abu Sayyaf e identificó a seis de los sospechosos como sus captores, incluidos Alhamzer Limbong, Abdul Azan Diamla, Abu Khari Moctar, Bas Ishmael, Alzen Jandul y Dazid Bayé. Burnham afirmó que los oficiales militares filipinos estaban en connivencia con sus captores y dijo que las Fuerzas Armadas de Filipinas "no nos buscaron... Con el paso del tiempo, nos dimos cuenta de que nunca nos buscaron".

#### Secuestro del Padre Bossi en 2007
El 10 de junio del 2007 el sacerdote italiano Reverendo Giancarlo Bossi fue secuestrado cerca de Pagadían, capital de la provincia de Zamboanga del Sur en el sur de Filipinas. El Papa Benedicto XVI hizo un llamamiento para liberarlo. Bossi fue liberado el 19 de julio de 2007 en Karomatan, un pueblo musulmán en la provincia de Lanao del Norte, supuestamente después del pago de un rescate. El padre Bossi murió en Italia el 23 de septiembre de 2012.
En diciembre de 2020, Samad Awang, alias Ahmad Jamal, del grupo de secuestro por rescate Abdussalam, murió en un tiroteo con tropas gubernamentales en la ciudad de Zamboanga. Según los informes, Awang estuvo involucrado en el secuestro del misionero italiano Giancarlo Bossi en 2007, el empresario Joel Endino en 2011 y la maestra Kathy Kasipong en 2013.

#### Secuestro a miembros de la Cruz Roja
El 15 de enero del 2009, islamistas secuestraron a delegados del Comité Internacional de la Cruz Roja (CICR) en Patikul, provincia de Sulu, Filipinas. Tres trabajadores del CICR habían terminado su trabajo de campo en la provincia de Sulu, ubicada en el sudoeste del país, cuando fueron secuestrados por un grupo desconocido, luego confirmado como el grupo de Albader Parad. Los tres finalmente fueron liberados. Según una historia de CNN, Parad fue asesinado, junto con otros cinco militantes, en un asalto de los marines filipinos en la provincia de Sulu el domingo 21 de febrero de 2010.

#### Secuestro de sacerdote irlandés en 2009
El 11 de octubre del 2009, el misionero católico irlandés Michael Sinnott, de 79 años, de Barntown, Condado de Wexford fue secuestrado de un recinto cerrado en Pagadian, la capital de Zamboanga del Sur, los sospechosos eran de ASG y algunos miembros renegados del MILF. Seis secuestradores obligaron al sacerdote a subir a una minivan y se dirigieron hacia Santata. Lucía, donde los trasladaron a una lancha. Sinnott tenía una afección cardíaca y no tenía medicamentos cuando fue secuestrado. A principios de noviembre, se solicitó un rescate de 2 millones de dólares. El 11 de noviembre de 2009, el Padre Sinnott fue liberado en Ciudad de Zamboanga. El Departamento de Relaciones Exteriores (Irlanda) afirmó que el gobierno irlandés no pagó ningún rescate.

#### Secuestro del cazador de tesoros japonés
El ciudadano japonés Toshio Ito fue secuestrado en Pangutaran, Sulu. En un momento, la policía filipina creyó que el "cazador de tesoros", un musulmán converso también conocido por su nombre musulmán Mamaito Katayama, estaba actuando como cocinero de Abu Sayyaf, sin embargo, esto fue cuestionado por otras naciones, incluido Estados Unidos, que lo incluyó en su lista de secuestrados. Un documento clasificado obtenido por Rappler enumera a Ito primero, diciendo que estuvo cautivo por el líder más importante de Abu Sayyaf, Radullan Sahiron, Indanan, Sulu a principios de 2013.

#### Secuestro de comerciantes de geckos de Malasia
El 8 de mayo de 2011, el comerciante malayo de geckos Mohammad Nasauddin Bin Saidin fue secuestrado mientras cazaba gecko (tuko) en Indanan, Sulu. Saidin fue liberado el 12 de mayo de 2012.

#### Secuestro de ciudadano de la India
El 22 de junio del 2011, el ciudadano indio Biju Kolara Veetil fue secuestrdo por chombres armados mientras visitaba a los familiares de su esposa en la isla de Jolo. Se exigió un rescate de 10 millones de dólares. Veetil luego negó que fue liberado en agosto de 2012 porque se había convertido al Islam durante el cautiverio.

#### Warren Rodwell

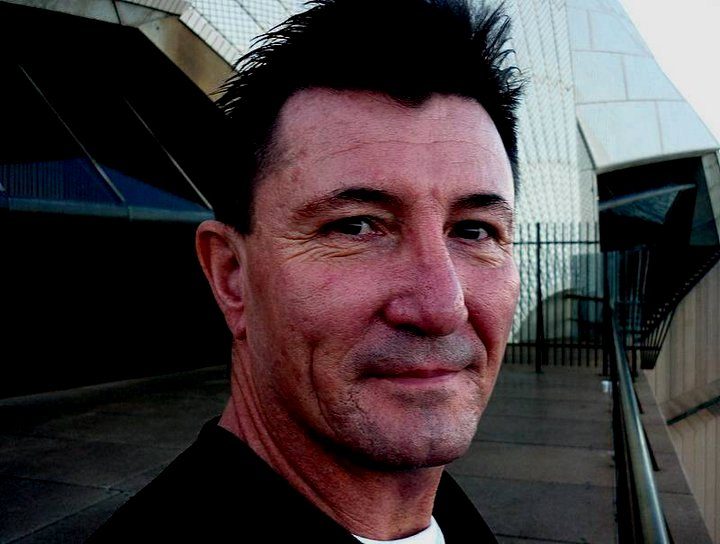
Warren Rodwell (2010) antes del secuestro por parte de Abu Sayyaf

Warren Richard Rodwell, ex soldado del Ejército australiano y profesor universitario de inglés, recibió un disparo en su mano derecha durante su secuestro, desde su hogar en Ipil, Zamboanga-Sibúguey en la isla de Mindanao en el sur de Filipinas el 5 de diciembre de 2011, siendo secuestrado por miembros de ASG. Más tarde, a Rodwell le tuvieron que amputar un dedo. Abu Sayyaf amenazó con decapitar a Rodwell. su demanda de rescate de 2 millones de dólares no se cumplió.
Tanto el gobierno australiano como el filipino tenían políticas estrictas contra el pago de rescates. Australia formó un grupo de trabajo de varias agencias para servir de enlace con la familia de Rodwell y ayudar a las autoridades filipinas. Se impuso un apagón de noticias. Los políticos filipinos ayudaron a negociar la liberación. Después del pago de 94,000 dólares australianos por gastos de "alimentación y alojamiento" de sus hermanos, Rodwell fue puesto en libertad el 23 de marzo de 2013..

##### Arrestos y asesinatos
El 16 de junio de 2014 fueron arrestados los sospechosos Jimmy Nurilla (alias Doc) y Bakrin Haris. Según los informes, ambos trabajaron bajo el líder de Abu Sayyaf con sede en Basilán, Khair Mundos, y Furuji Indama Las autoridades creían que Nurilla y Haris participaron en el secuestro de Rodwell, así como en el secuestro por separado de la ciudadana estadounidense Gerfa Yeatts Lunsman y su hijo Kevin en 2012. En enero de 2015, el periódico Mindanao Examiner informó del arresto de Barahama AlíLas autoridades creían que Nurilla y Haris participaron en el secuestro de Rodwell, así como en el secuestro por separado de la ciudadana estadounidense Gerfa Yeatts Lunsman y su hijo Kevin en 2012. En enero de 2015, el periódico Mindanao Examiner informó del arresto de Barahama Alí Sublíderes de pandillas vinculadas al secuestro fueron quienes secuestraron a Rodwell, los cuáles estaban disfrazados de policías y finalmente entregaron o vendieron por los secuestradores a Abu Sayyaf en la provincia de Basilan.
En mayo de 2015, el ex oficial de la Policía Nacional de Filipinas (PNP) Jun A. Malban, alias Michael Zoo, fue arrestado en Kota Kinabalu, Malasia, por el delito de "Secuestro a cambio de rescate", después de que Rodwell lo identificara como el negociador/portavoz. Una investigación adicional de la PNP reveló que Malban es primo de los líderes de Abu Sayyaf Khair y Borhan Mundos (ambos fueron arrestados en 2014). El director del Grupo Anti-Secuestros (AKG) declaró que el arresto de Malban resultó de la estrecha coordinación de la PNP, Oficina Nacional de Investigación y la Comisión Presidencial contra el Crimen Organizado con las contrapartes de Malasia y a través de Interpol.
En mayo de 2015, el ex oficial de la Policía Nacional de Filipinas (PNP) Jun A. Malban, alias Michael Zoo, fue arrestado en Kota Kinabalu, Malasia, por el delito de "Secuestro a cambio de rescate", después de que Rodwell lo identificara como el negociador/portavoz. Una investigación adicional de la PNP reveló que Malban es primo de los líderes de Abu Sayyaf Khair y Borhan Mundos (ambos fueron arrestados en 2014). El director del Grupo Anti-Secuestros (AKG) declaró que el arresto de Malban resultó de la estrecha coordinación de la PNP, Oficina Nacional de Investigación de Filipinas y la Comisión Presidencial contra el Crimen Organizado con las contrapartes de Malasia y a través de Interpol. En enero de 2018, Rodwell asistió a una audiencia judicial para Malban y otros en Ipil, Zamboanga Sibugay, de conformidad con una petición de la Corte Suprema de transferir su caso por razones de seguridad a un tribunal en Manila o Zamboanga.
En agosto de 2015, Edeliza Sumbahon Ulep, alías Gina Pérez, fue arrestada en el municipio de Trento, Agusan del Sur, esto durante una operación de búsqueda conjunta realizada entre fuerzas policiales y militares. Ulep fue señalada como la mensajero del rescate en el secuestro. En agosto de 2016, The Manila Times informó sobre el arresto del grupo de secuestro por rescate del sublíder de Barahama Alih, Hasim Calon alias Husien (también un notorio traficante de drogas), en su escondite en Tenan. pueblo en la ciudad de Ipil. Hasim Calon estuvo involucrado en el secuestro de Rodwell. A principios de 2016, las fuerzas policiales mataron a Waning Abdulsalam, exlíder del MILF, en la aldea de Singkilon. Abdulsalam era uno de los criminales más buscados en el sur de Filipinas y estaba conectado con ASG. Estuvo relacionado con los secuestros de Rodwell en 2011, el misionero irlandés Michael Sinnott en 2009 en la ciudad de Pagadian y el sacerdote católico italiano Giancarlo Bossi en la ciudad de Payao de Zamboanga del Sur en 2007. En marzo de 2019, Las fuerzas de seguridad combinadas del 44.º Batallón de Infantería, la Policía Nacional de Filipinas, la Agencia de Control de Drogas de Filipinas, la Oficina Nacional de Investigación y la Guardia Costera de Filipinas arrestaron a cinco miembros (Benhazer Anduhol, Solaiman Calonof, Nicanel Maningo, Jay-ar Abba Quartocruz y Hashim Lucas Samdani) de Pandilla criminal Barahama Alih durante operaciones de drogas con órdenes judiciales en Barangay Tenan de la ciudad de Ípil, Zamboanga-Sibúguey. Fuentes militares alegan que el grupo Barahama Alih fue responsable de una serie de incidentes de secuestro en años anteriores, incluido el secuestro del ciudadano australiano Warren Rodwell, el sacerdote italiano Giancarlo Bossi y algunos filipinos locales.
En febrero de 2018, fuentes de inteligencia regionales de Malasia informaron que el subcomandante de Abu Sayyaf, Nurhassan Jamiri, era uno de los tres hombres armados muertos en un tiroteo con la policía en Sabah. Jamiri figuraba en la cima de la lista de los más buscados de Filipinas y estaba implicado en docenas de secuestros por rescate, incluido el de Rodwell. En marzo de 2018, Jamiri apareció con vida cuando él y trece seguidores se rindieron a las autoridades en Basilan. Durante los dos años anteriores, muchos bandidos de Abu Sayyaf se habían rendido a las autoridades en Basilán, Sulu y Tawi-Tawi. Se esperaba que rindieran más debido al Programa Contra la Violencia y el Extremismo (PAVE) del gobierno regional, diseñado para brindar oportunidades e intervenciones, que incluyen sesiones psicosociales, chequeos médicos, introducción a los sistemas agrícolas y recorridos expositivos fuera de las provincias insulares para facilitar la reintegración de excombatientes a la sociedad. 
En abril de 2018, Rodwell elogió el programa de entregas y reintegración, pero dijo que no interferiría con el procesamiento legal de los cargos ya presentados contra cualquier persona involucrada en su propio secuestro.
En junio de 2020, el periodíco Philippine Daily Inquirer denunció el asesinato de Mamay Aburi a manos de tropas del gobierno en Titay,  Zamboanga Sibugay después de que las autoridades asistieran para entregar una orden de arresto. Aburi supuestamente era un sublíder de un grupo de secuestro por rescate y había estado vinculado con el Grupo Abu Sayyaf con sede en Sulu. El director provincial del [Grupo de Investigación y Detección Criminal (CIDG) dijo que Aburi estuvo involucrado en el secuestro en 2011 del ciudadano australiano Warren Rodwell y el secuestro en 2019 de la pareja Hyrons en Tukuran, Zamboanga Sibugay. En febrero del siguiente año, The Manila Times informó que el sublíder de Abu Sayyaf, Arrasid Halissam, fue asesinado a tiros cuando abrió fuego contra la policía que tenía una orden de arresto en el pueblo de Santa Maria, ciudad de Zamboanga. Halissam estuvo vinculado a numerosos secuestros como el del aventurero australiano Warren Rodwell, los estadounidenses Gerfa Lunsmann y su hijo Kevin, los chinos Yuan Lin Kai y Jian Luo, el surcoreano Nwi Seong Hong y casi una docena de filipinos. Halissam también estuvo presuntamente involucrado en el atentado con bomba de 2015 en Zamboanga que mató a dos personas e hirió a más de cincuenta.